# Paraffinpakolás
A paraffinpakolás különböző reumás, mozgásszervi betegségek kezelésére használt hőkezeléses eljárás, amely csillapítja a fájdalmat, fokozza a vérellátást és a helyi anyagcserét.
A 60-70 °C-ra felmelegített paraffint a kezelendő területre felrakják, majd több rétegben vászon- és szövetkendőkkel beburkolják. Mivel a paraffin hővezetőképessége csekély, lassan adja le a meleget a testrész felé, így akár 1-2 órán keresztül is egyenletes meleghatást biztosít.